# Chiesa di Santa Maria degli Angeli (Lecce)
La chiesa di Santa Maria degli Angeli, insieme all'attiguo monastero dei Minimi di San Francesco da Paola, è una chiesa del centro storico di Lecce. Fu realizzata a partire dal 1524 per volontà testamentaria del nobile fiorentino Bernando Peruzzi. Subì, nel corso dei secoli, vari rifacimenti che ne modificarono parzialmente l'aspetto originario.
La chiesa fu a lungo annessa al convento dei Francescani Minimi, contiguo alla chiesa, adibito a carcere dopo le soppressioni seguite all'unità d'Italia e poi a caserma qual è ancora oggi. I recenti restauri (2013) dei tre locali annessi alla chiesa ed adibiti a sacrestia hanno portato alla luce un interessante ciclo di affreschi dedicati al Terz'Ordine dei Minimi.
La chiesa è ad oggi una rettoria. Vi si celebra la Santa Messa in Rito Romano tradizionale in Latino secondo le disposizioni del motu proprio Summorum Pontificum nella mattina di ogni giorno festivo.

## Descrizione

### Esterno
La facciata monocuspidale ha un profilo a terminazione piatta in corrispondenza delle navate laterali e a salienti spezzati nella parte centrale, il cui andamento è caratterizzato da una teoria di archetti su mensole figurate. È possibile leggere due diversi interventi: uno rinascimentale e uno barocco. 
Del periodo rinascimentale è il superbo portale, decorato con fregi dallo scultore leccese Gabriele Riccardi. Le colonnine laterali, decorate con motivi floreali, sorreggono l'architrave recante una teoria di fluttuanti amorini su ippocampi. La lunetta superiore, con profilo semicircolare scandito da testine alate e fiancheggiata dagli stemmi dei Peruzzi e dei Maremonte, risulta racchiusa entro una cornice rettangolare; essa ospita al suo interno il gruppo in pietra della Vergine col Bambino incoronata e adorata da angeli, attribuita a Francesco Antonio Zimbalo. Sulla cuspide del prospetto è collocata la statua dell'Arcangelo Michele. Del periodo barocco sono le aggiunte delle finestre laterali.
Una duplice teoria di archetti volti su peducci corre lungo il fianco esterno della navata destra: quella superiore sfila riquadrando e sagomando le nicchiette che, nell'ordine inferiore, racchiudono i volti di terziari paolotti.

### Interno
L'edificio presenta un impianto longitudinale a tre navate, con presbiterio a terminazione piatta. L'interno subì nel Settecento, non pochi e insignificanti interventi, quali la rimozione dell'originario pavimento, il rivestimento in stucco delle navate, delle dodici colonne e dei capitelli, e l'aggiunta di altari che, già a partire nel Seicento, vi furono costruiti. 
Gli altari della chiesa hanno il pregio di essere ciascuno diverso dall'altro per varietà di motivi plastici e per stile. Dei quattordici altari si ricordano; nella navata sinistra: altare della Vergine di Pozzuolo datato 1663, con tela seicentesca raffigurante la Vergine di Pozzuolo e San Fortunato, altare settecentesco con affresco della Vergine della Campana, altare della Strage degli Innocenti con prezioso dipinto attribuito ad Antonio Verrio (XVII secolo) e gli altari della seconda metà del Cinquecento dedicati alla Madonna di Costantinopoli con i Santi Caterina d'Alessandria e Michele Arcangelo (tela datata 1564 di Gianserio Strafella) e a San Francesco da Paola. Nella navata destra: altare dell'Annunciazione del 1726, altare della Natività della Beata Vergine Maria con tela di scuola veneta dell'inizio del XVII secolo e altare di San Carlo Borromeo (inizio XVII secolo).
Nel presbiterio trovano collocazione le due tele della Vergine bambina con i SS. Gioacchino e Anna e della Presentazione al Tempio proveniente dalla distrutta chiesa francescana di Santa Maria del Tempio. In una nicchia sopra l'altare trova posto una pregevole Madonna realizzata in cartapesta ingessata verso della fine del XIX secolo.